# Epidendrum gentryi
Epidendrum gentryi är en orkidéart som beskrevs av Dodson. Epidendrum gentryi ingår i släktet Epidendrum och familjen orkidéer.
Artens utbredningsområde är Ecuador. Inga underarter finns listade i Catalogue of Life.